# 202 Chryseis
Chryseis (asteroide 202) é um asteroide da cintura principal com um diâmetro de 86,15 quilómetros, a 2,7802709 UA. Possui uma excentricidade de 0,0962809 e um período orbital de 1 970,96 dias (5,4 anos).
Chryseis tem uma velocidade orbital média de 16,98110337 km/s e uma inclinação de 8,82984º.
Este asteroide foi descoberto em 11 de Setembro de 1879 por Christian Peters.
Este asteroide recebeu este nome em homenagem à personagem Criseida da mitologia grega.